# Tina Šutej
Tina Šutej, slovenska atletinja, * 7. november 1988, Ljubljana.

## Športna pot
Šutejeva je od sedmega leta aktivna v atletiki, kasneje pa se je posvetila skoku ob palici. Njeno prvo večje tekmovanje je bilo Mladinsko svetovno prvenstvo v atletiki 2005, kjer je tekmovanje končala na osmem mestu. Prvo medaljo na večjih tekmovanjih je dosegla leta 2006, ko je dosegla drugo mesto na Mladinskem svetovnem prvenstvu v Pekingu ter z višino 4,25m dosegla slovenski mladinski rekord v tej disciplini.
Leta 2007 je prvič nastopila v članski konkurenci na Evropskem dvoranskem prvenstvu, kjer pa se ni uvrstila v finale. V isti sezoni je osvojila naslov državne prvakinje v dvorani in na prostem. Leta 2009 je dosegla peto mesto na Evropskem prvanstvu v atletiki do 23 let. Med študijem na Univerzi v Arkansasu je nastopala tudi na NCAA, kjer je bila druga na prvenstvu 2009.
Februarja 2010 je dosegla slovenski državni rekord v dvorani z višino 4,46 m, istega leta pa je nato z novim slovenskim državnim rekordom 4,50 m osvojila naslov slovenske državne prvakinje.
Leta 2011 je bila na osmih dvoranskih tekmovanjih neporažena, istega leta je osvojila tudi žensko dvoransko prvenstvo NCAA. Nekaj tednov prej je z višino 4,54 m postavila tudi svoj osebni rekord. Track and Field News jo je tega leta izbral za univerzitetno atletinjo leta v dvoranskih športih. Še istega leta je z višino 4,61 m postavila nov slovenski državni rekord ter univerzitetni rekord.
Leta 2012 je zastopala Slovenijo na Poletnih olimpijskih igrah v Londonu. Leta 2021 je na Evropskem dvoranskem prvenstvu v atletiki 2021 dosegla srebrno odličje z skokom 4,70 m. Na evropskem ekipnem prvenstvu pa je zmagala z skokom 4,25 m.